# لی جو شیل
لی جو شیل (کره‌ای: 이주실؛ ۸ مارس ۱۹۴۴ – ۲ فوریهٔ ۲۰۲۵) بازیگر اهل کره جنوبی بود. او در مجموعه تلویزیونی بازی مرکب ۲ (۲۰۲۴) ایفای نقش کرده بود. او در چهل و دومین جوایز هنری بکسانگ، برندهٔ جایزه بهترین بازیگر زن تئاتر شد. لی در ۲ فوریهٔ ۲۰۲۵ به علت سرطان معده در خانهٔ خانوادگی‌اش در یی‌جونگ‌بو در سن ۸۰ سالگی درگذشت.

## فیلم‌شناسی
- صورت (۲۰۰۴) - در نقش مادر هیون مین
- سانی (۲۰۰۸) - در نقش مادرشوهر
- عتیقه (۲۰۰۸) - در نقش مادر بزرگ جین هیوک
- برج (۲۰۱۲) - در نقش خانم جونگ
- تعهد (۲۰۱۳) - در نقش هوانگ جونگ سوک
- اوه روح من (۲۰۱۵) - در نقش مادر بزرگ بونگ سون
- قطار بوسان (۲۰۱۶) - در نقش مادر سوک وو
- بار مرموز سانگاب (۲۰۲۰) - در نقش لی کوت سون
- صدا (۲۰۲۱) - در نقش مادربزرگ پارک اون سو
- پلی‌لیست بیمارستان (۲۰۲۱) - در نقش بیمار تومور مغزی
- رستوران جادوگر (۲۰۲۱) - در نقش لی بوک نام
- شادی (۲۰۲۱) - در نقش جی سونگ شیل
- حالا زیباست (۲۰۲۲) - در نقش جونگ می یونگ
- مامان بد (۲۰۲۳) - در نقش مادرشوهر جونگ گوم جا
- شکارچیان شگفت‌انگیز (۲۰۲۰–۲۰۲۳) - در نقش جانگ چون اوک، مادربزرگ سو مون
- زیبا و دلبر (۲۰۲۴) - در نقش مادربزرگ لی جی وون
- بازی مرکب ۲ (۲۰۲۴) - در نقش مادر هوانگ جون هو